# إدي ستانفورد
إدي ستانفورد (بالإنجليزية: Eddie Stanford)‏ هو لاعب كرة قدم بريطاني في مركز الوسط، ولد في 4 فبراير 1985 في بلاكبرن في المملكة المتحدة. لعب مع رتش شوروزو وكوفنتري سيتي وليغيا وارسو ونادي تاموورث.

## وصلات خارجية
- إدي ستانفورد على موقع قاعدة بيانات كرة القدم.إي يو (الإنجليزية)
- إدي ستانفورد على موقع Soccerbase.com (لاعب) (الإنجليزية)